# Trichomycterus spegazzinii
Trichomycterus spegazzinii es una especie de peces de la familia Trichomycteridae en el orden de los Siluriformes.

## Morfología
• Los machos pueden llegar alcanzar los 10,8 cm de longitud total.

## Distribución geográfica
Se encuentra en la Argentina: Salta y Catamarca.